# グラム (小惑星)
グラム (2666 Gramme) は、メインベルトの小惑星である。ベルギーの天文学者、シルヴァン・アランがベルギー王立天文台で発見した。
実用的な発電機を開発したベルギー生まれの電気技術者、ゼノブ・グラム (Zenobe Theophile Gramme) に因んで名付けられた。